# Инцидент у Флагстаффа
Инцидент у Флагстаффа (англ. Flagstaff hill incident — Происшествие на холме Флагстафф) — инцидент, случившийся на британско-ирландской границе в ночь с 5 на 6 мая 1976, в ходе которого восемь солдат британской Особой воздушной службы (SAS) были арестованы ирландской полицией по обвинению в незаконном пересечении границы.

## Предыстория
На юге графства Арма в Северной Ирландии к концу 1975 года ухудшилась обстановка после того, как в результате хорошо спланированной засады погибли трое британских солдат в ноябре месяце. В январе 1976 года в Кингсмилле были расстреляны 10 протестантских рабочих, что вынудило премьер-министра Гарольда Вильсона переправить в неспокойный регион эскадрилью D Особой воздушной службы, которая прибыла в Бесбрук-Милл. Расследование нападения при Драммакаволле выявило тот факт, что британцы плохо подготовили оборону от возможных ирландских нападений, совершив множество ошибок при камуфлировании, обустройстве наблюдательных постов и охране дорог.
28 октября 1971 между британскими и ирландскими войсками произошла стычка на мосту, который располагался на границе Республики Ирландия и Великобритании, близ деревни Маннелли между графствами Фермана (Северная Ирландия) и Монахан (Республика Ирландия). Британцы устанавливали взрывчатку под мосты, по которым могли прибывать автомобили с припасами и оружием для ирландских боевиков. Офицер полиции Ирландии потребовал от британцев немедленно прекратить эту операцию, заявив, что как минимум половина моста территориально находится в Республике Ирландии. После долгих споров к мосту выдвинулись регулярные части Армии Ирландии, вооружённые автоматическим оружием. Ирландский командир потребовал от британцев убрать взрывчатку. После 90-минутной паузы британцы вынуждены были убраться с территории и оставить мост.
В марте 1976 года Особая воздушная служба добилась первого небольшого успеха, захватив одного из ирландских повстанцев, Шона Макенна, который разыскивался по обвинению в убийстве и серии разбойных нападений. В 2:30 ночи его арестовали британские спецслужбы в Эдентобере, местечке на территории Республики Ирландия. В апреле того же года был ликвидирован боевик Питер Клири близ Форкхилла, на территории Северной Ирландии. Однако ирландцы были озабочены тем, что британцы так часто нелегально пересекают границу с Республикой — за последние два года спецслужбы Ирландии насчитали 189 нарушений границы. Ещё одним поводом для беспокойства стала деятельность Ольстерских лоялистов, которые за 4 дня до инцидента на холме Флэгстафф похитили ирландского гражданина Шеймуса Ладлоу и застрелили его близ Дандалка.

## Инцидент
После убийства Ладлоу в состояние полной боевой готовности были приведены вооружённые силы Ирландии и полицейские части, которые начали патрулировать границу. На Флагстафф-Роуд был установлен погранпост силами ирландских военных и полицейских, который находился близ города Корнамаклаг, примерно в 640 метрах от границы Ирландии. В 22:40 по местному времени офицерами полиции был остановлен автомобиль Triumph 2000, двигавшийся с севера. Внутри него были двое человек в гражданской форме. Водитель остановился по приказу полиции, однако отказался прямо отвечать на вопрос о цели прибытия. Обоих человек вынудили выйти из машины после того, как полицейский обнаружил, что под картой местности кто-то прячет оружие. Неизвестные, однако, вышли из машины только после того, как на них нацелили своё оружие солдаты ирландских войск. Неизвестными оказались военнослужащие SAS — британец Джон Лоусон и фиджиец Илисони Лигари. В ходе обыска у них были изъяты пистолет-пулемёт и пистолет Browning. Обоих арестовали на месте при помощи войск и отправили в изолятор близ Омита. В своё оправдание Лоусон заявил, что они действительно служили в армии, но после отбоя решили прокатиться на автомобиле и заблудились. Лигари отказался отвечать на вопросы о службе. Позднее выяснилось, что Лоусон и Лигари располагались специально в зоне, за которую отвечали сержант Малком Риз и капрал Рональд Николсон; оба вели наблюдение с секретного поста на холме Флагстафф, который располагается на территории Северной Ирландии и откуда открывается вид на Карлингфорд-Лаф. По данным Питера Тейлора, Риз и Николсон тайно скрывались на территории Республики Ирландия недалеко от границы.
Солдаты с поста наблюдения так и не встретили Лигари и Лоусона, вследствие чего вызвали по рации Безбрук-Милл, которые готовили засаду против ИРА. Переодетые в гражданскую форму парашютисты — Нил Макклин, Винсент Томпсон, Найджел Бёрчелл и Карстен Роудс отправились на двух автомобилях искать своих поправших товарищей, взяв ещё двух человек с поста наблюдения по ходу поисков. Команда была вооружена тремя пистолетами-пулемётами, дробовиком и 222 патронами разных калибров. Первый автомобиль — Hillman Avenger с Томпсоном, Макклином, Ризом и Николсоном — выехал к погранпосту ирландцев в 2:05 ночи. Риз и Николсон всё ещё были в британской униформе. Второй автомобиль — Vauxhall Victor с Бёрчеллом и Роудсом — остановился чуть позже. Риз попытался объяснить полицейским ситуацию и перебраться обратно на британскую территорию, однако ирландские солдаты окружили тут же оба автомобиля, приготовившись к стрельбе. Риз вынужден был приказать своим солдатам сложить оружие, в том числе и дробовик — он привлёк внимание ирландцев, поскольку в последних трёх делах об убийствах на границе фигурировал именно дробовик. Руководству изолятора в Омите было приказано удерживать солдат до тех пор, пока на политическом уровне не будет принято решения. До рассвета команду SAS решили перевести в Дандалк в отделение полиции.

## Дипломатические споры
Арест восьми солдат SAS поставил премьер-министра Ирландии Лайама Косгрейва перед дилеммой: если бы он отпустил всех задержанных солдат, то фактически развязал бы руки британцам для дальнейших вмешательств в дела Ирландии, а в случае суда над ними отношения с Британией могли бы резко ухудшиться. Отчёт, опубликованный судьёй Генри Барроном в 2006 году, содержал допросы солдат по поводу трёх убийств (в том числе убийстве Шеймуса Ладлоу), взрывов в Дублине и Монахане и обнаруженном в автомобилях оружии. Протестующие против ареста солдат и журналисты расположились снаружи полицейского участка Дандалка и разбили там лагерь. Ходили слухи, что на участок могут напасть в любой момент. Арестованных солдат отправили в Дублин под прикрытием тяжело вооружённого эскорта, и все арестованные были осуждены Специальным Уголовным Судом по обвинению в незаконном хранении и транспортировки оружия с угрозой для жизни. Солдат могли приговорить к 20 годам лишения свободы каждого, однако под залог в 40 тысяч фунтов стерлингов, выданный британским посольством, солдат освободили, а их забрал из страны вертолёт.
Министр обороны Великобритании Боб Браун принёс извинения ирландскому правительству и назвал вторжение британских солдат на территорию Республики Ирландия «ошибкой». Британское правительство, которое было возмущено ситуацией, придало максимальный приоритет переговорам по освобождению солдат и их репатриации. Посол Великобритании в Ирландии Артур Голсворти выражал свою обеспокоенность обнаружением короткоствола и тычкового ножа среди оружия, которое было конфисковано ирландскими службами правопорядка. Ещё одним поводом для скандала стал тот факт, что большинство солдат были одеты в гражданскую одежду, а у двух групп были совершенно разные намерения пребывания на территории Ирландии. Когда стало очевидно, что избежать суда не удастся, британское правительство ужесточило свою позицию, пригрозив Ирландии экономическими санкциями и созданием «буферной зоны» на границе с ирландцами наподобие демилитаризованной зоны между КНДР и Республикой Кореей, через которую не смог бы пройти ни один террорист. Конфиденциальный отчёт из Северной Ирландии призывал усилить давление на правительство Ирландии, чтобы освободить солдат, поскольку безопасность их пребывания в тюрьме не гарантировалась.

## Последствия
Слушания состоялись в марте 1977 года. Солдат оштрафовали на 100 фунтов стерлингов каждого за незаконное хранение оружия и боеприпасов. Всё конфискованное оружие было возвращено британской армии после того, как эксперты убедились, что из него не делались смертельные выстрелы, которые приводили к гибели гражданских лиц в рамках совершённых на территории Ирландии преступлений. Британские военные потом утверждали, что военным выдали карту с масштабом 1:63000, а не с масштабом 1:20000, что и привело к тому, что солдаты SAS оказались по ошибке к югу от границы. В течение 1976 года были зафиксированы ещё 54 нарушения границы британскими войсками.
28 октября 1986 был зафиксирован ещё один крупный инцидент: британский солдат был арестован полицейскими Ирландии после обстрела боевиками ИРА из миномётов наблюдательной башни британцев при Драммакаволле (графство Арма). Автомобиль красного цвета Ford Escort преследовался силами Шотландской гвардии, когда он пересекал границу близ фермы Томаса Мёрфи. Один из солдат гвардии, ленс-капрал, ворвался в сарай, где вступил в схватку с двумя боевиками ИРА. После прибытия патруля британский перебежчик был арестован и отправлен в полицейский участок по обвинению в незаконном хранении оружия. Через шесть часов после переговоров Королевской Ольстерской полиции и офицеров полиции Ирландии солдата отпустили.